# Rad-Weltcup 2003
Der Rad-Weltcup 2003 war die 15. Austragung des Rad-Weltcups, einer seit der Saison 1989 vom Weltradsportverband UCI ausgetragenen Serie der wichtigsten Eintagesrennen. Die Fahrerwertung gewann der Italiener Paolo Bettini vom Team Quick Step-Davitamon, die Teamwertung gewann die italienische Mannschaft Saeco.

## Rennen
| Datum       | Rennen                   | Sieger (Fahrer)     | Führender (Fahrerwertung) | Sieger (Teams)       | Führender (Teamwertung) |
| ----------- | ------------------------ | ------------------- | ------------------------- | -------------------- | ----------------------- |
| 22. März    | Mailand–Sanremo          | Paolo Bettini       | Paolo Bettini             | Saeco                | Saeco                   |
| 6. April    | Flandern-Rundfahrt       | Peter Van Petegem   | Peter Van Petegem         | Saeco                | Saeco                   |
| 13. April   | Paris–Roubaix            | Peter Van Petegem   | Peter Van Petegem         | Team Telekom         | Saeco                   |
| 20. April   | Amstel Gold Race         | Alexander Winokurow | Peter Van Petegem         | Team Telekom         | Saeco                   |
| 27. April   | Lüttich–Bastogne–Lüttich | Tyler Hamilton      | Peter Van Petegem         | Euskaltel-Euskadi    | Saeco                   |
| 3. August   | HEW-Cyclassics           | Paolo Bettini       | Peter Van Petegem         | Saeco                | Saeco                   |
| 9. August   | Clásica San Sebastián    | Paolo Bettini       | Paolo Bettini             | Saeco                | Saeco                   |
| 17. August  | Meisterschaft von Zürich | Daniele Nardello    | Paolo Bettini             | Quick Step-Davitamon | Saeco                   |
| 5. Oktober  | Paris–Tours              | Erik Zabel          | Paolo Bettini             | Lotto-Domo           | Saeco                   |
| 18. Oktober | Lombardei-Rundfahrt      | Michele Bartoli     | Paolo Bettini             | Cofidis              | Saeco                   |

## Fahrerwertung
|     | Fahrer               | Team                 | Punkte |
| --- | -------------------- | -------------------- | ------ |
| 1.  | Paolo Bettini        | Quick Step-Davitamon | 365    |
| 2.  | Michael Boogerd      | Rabobank             | 220    |
| 3.  | Peter Van Petegem    | Lotto-Domo           | 219    |
| 4.  | Davide Rebellin      | Gerolsteiner         | 187    |
| 5.  | Erik Zabel           | Team Telekom         | 186    |
| 6.  | Danilo Di Luca       | Saeco                | 140    |
| 7.  | Mirko Celestino      | Saeco                | 139    |
| 8.  | Daniele Nardello     | Team Telekom         | 124    |
| 9.  | Michele Bartoli      | Fassa Bortolo        | 124    |
| 10. | Francesco Casagrande | Lampre               | 123    |

## Teamwertung
|    | Team                 | Punkte |
| -- | -------------------- | ------ |
| 1. | Saeco                | 79     |
| 2. | Quick Step-Davitamon | 72     |
| 3. | Alessio              | 47     |